# 영친왕 일가 복식 및 장신구류
영친왕 일가 복식 및 장신구류는 일본에서 생활하고 있던 영친왕 일가가, 당시 일제강점기 시대였던 조선에 돌아와 1922년 4월부터 영친왕과 영친왕 일가가 궁중에서 착용하였던 예복이다.

## 의의
영친왕 일가 복식 및 장신구류는 궁중의 의례복식과 평상복 그리고 이에 따르는 장식품이 일괄적으로 갖추어져 있고, 제작연대는 오래되지 않으나 왕실복식의 전모를 확인할 수 있다는 점에서 중요한 가치가 있다고 평가된다.

## 반출과 반환
영친왕과 일본인인 영친왕비는 1920년에 혼인한 이후 왕실에서 제작한 의복과 장신구를 받아 소장하고 있었다. 영친왕 부부는 일본에서 생활하던 중 일본의 패전으로 1947년에 황족 및 왕족이 특권 계급에서 평민으로 격하됨에 따라 생활상 어려움을 겪게 되어 살림을 줄이고 작은 집으로 이사하게 되었다. 영친왕비는 그동안 소지해 온 조선 왕실의 복식들을 보관하기 힘든 상황이었고 동경국립박물관 측에서도 보관 의사를 적극적으로 내비쳐 1956년 복식 일괄을 동경국립박물관에 위탁 보관을 맡겨 다시 한국으로 돌아올 때까지 계속 보관되어 있었다.
故 김영숙 동양복식연구원장이 영친왕비의 소개로 1963년부터 동경국립박물관에 소장되어 있는 유물을 수차례 조사하였고 이후 적의 등 영친왕 일가의 궁중 복식 일괄이 일본에 비공개로 보관되어 있음을 문화재관리국에 보고하였다. 실무에 직접 참여하였던 당시 故 정재훈 문화재관리국장의 회고에 따르면, 1988년 올림픽 개최 관련 문화행사로 동경국립박물관이 한국의 국립중앙박물관에 영친왕 일가 복식과 장신구 유물을 전시할 예정이라는 소식을 듣고 재빨리 故 정한모 문화공보부장관에게 보고하여 이 유물들의 국내반입을 거부하였다고 한다.
대한제국 대표 복식이 일본 박물관서 일본 소장품으로 소개되고 있는 당시 상황은 여론에 좋지 않았고, 절차를 밟고 일본에 반출되면 공식적으로 일본 소유를 인정하기 때문에 문화재 관리국은 영친왕 일가와 함께 반환을 추진하기 시작했다.
당시 문화재관리국은 궁중 유물을 체계적으로 조사·연구하고 효율적으로 관리하기 위해 ‘궁중유물전시관’ 설립을 추진 중이었고, 영친왕 일가 유물은 이를 위해 꼭 필요하다는 점을 들어, 1988년부터 3년간의 반환협의과정을 거쳐 1991년 한일 정상회담을 계기로 1991년 4월, 한일 간에 ‘영왕가에 유래하는 복식 등 양도에 관한 협정’이 체결되었다. 그해 10월에 복식 유물들을 일본으로부터 돌려받게 되었으며 반환 직후 국가 민속 문화재로 지정되었다.

## 사진

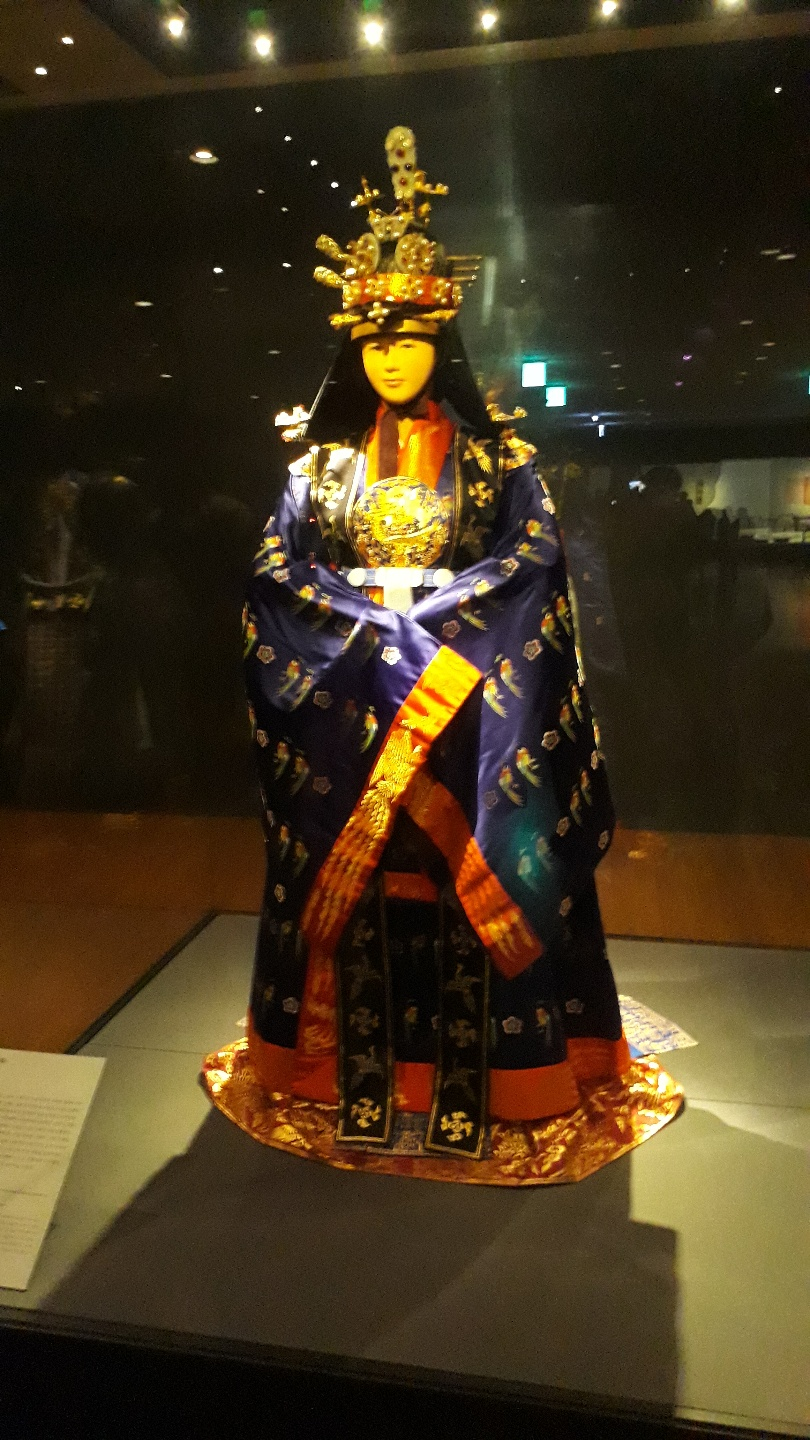
영친왕비 적의
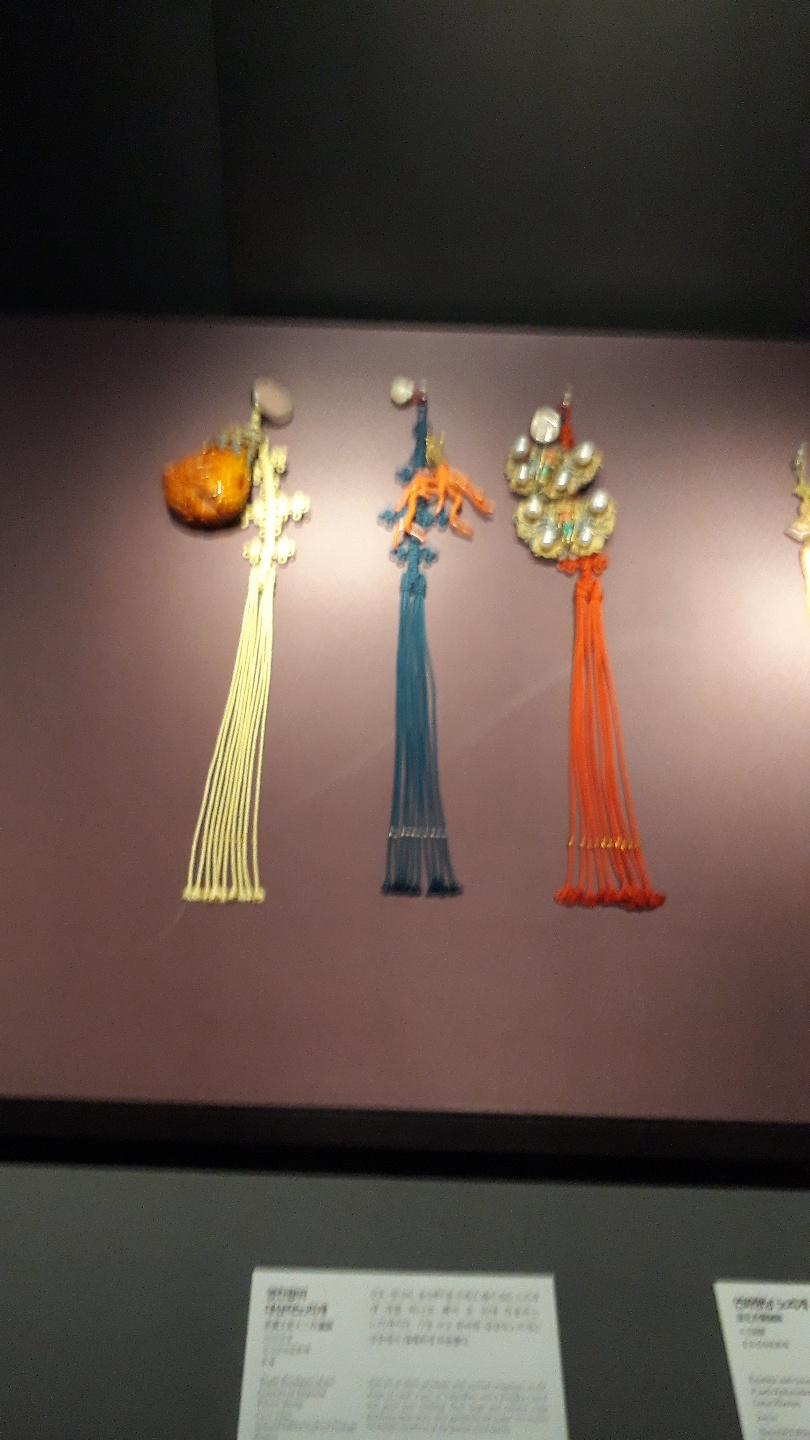
영친왕비 대삼작 노리개
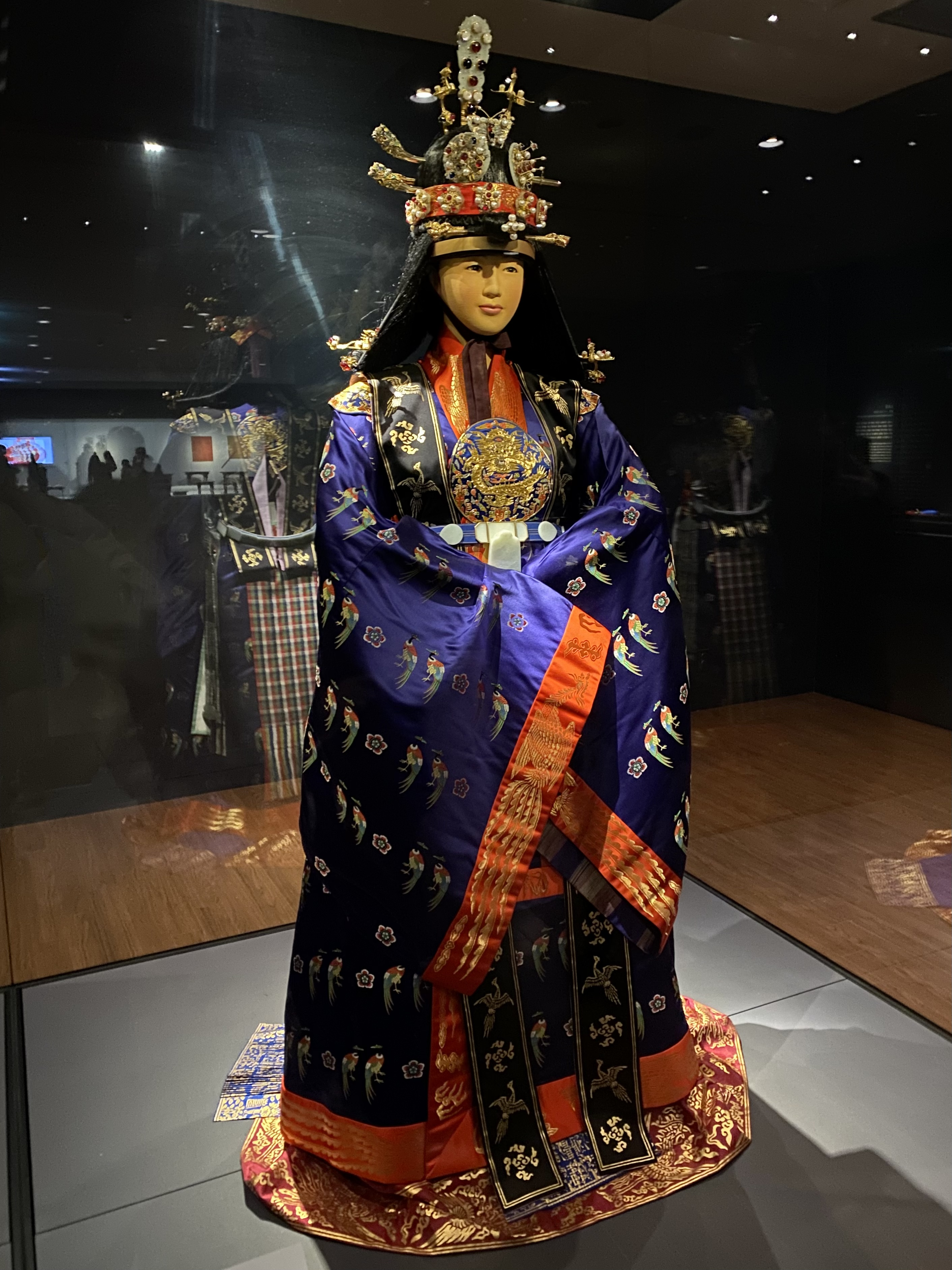
국립고궁박물관에 전시되어있는 영친왕비 적의
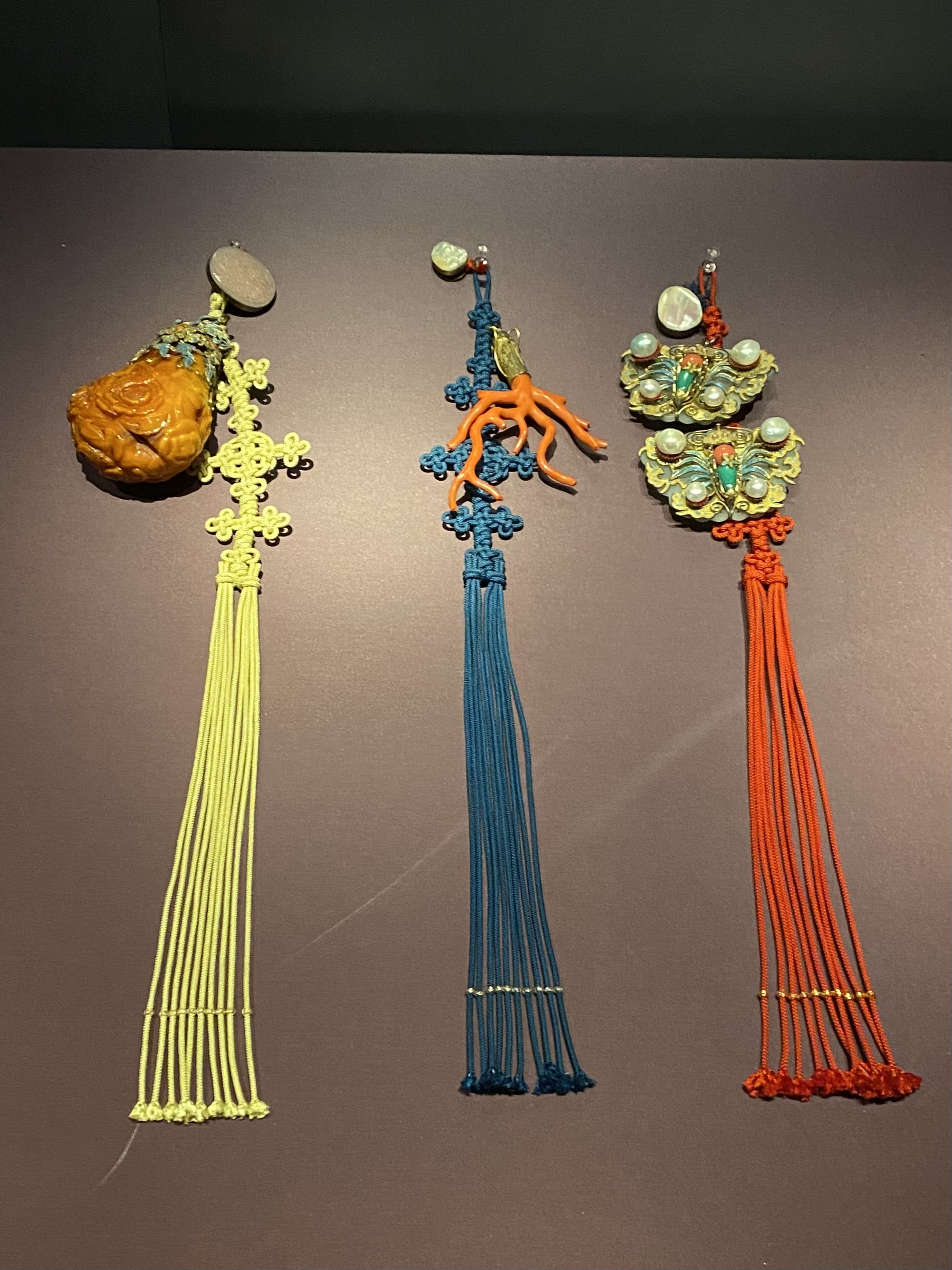
국립고궁박물관에 전시되어있는 영친왕비 대삼작노리개
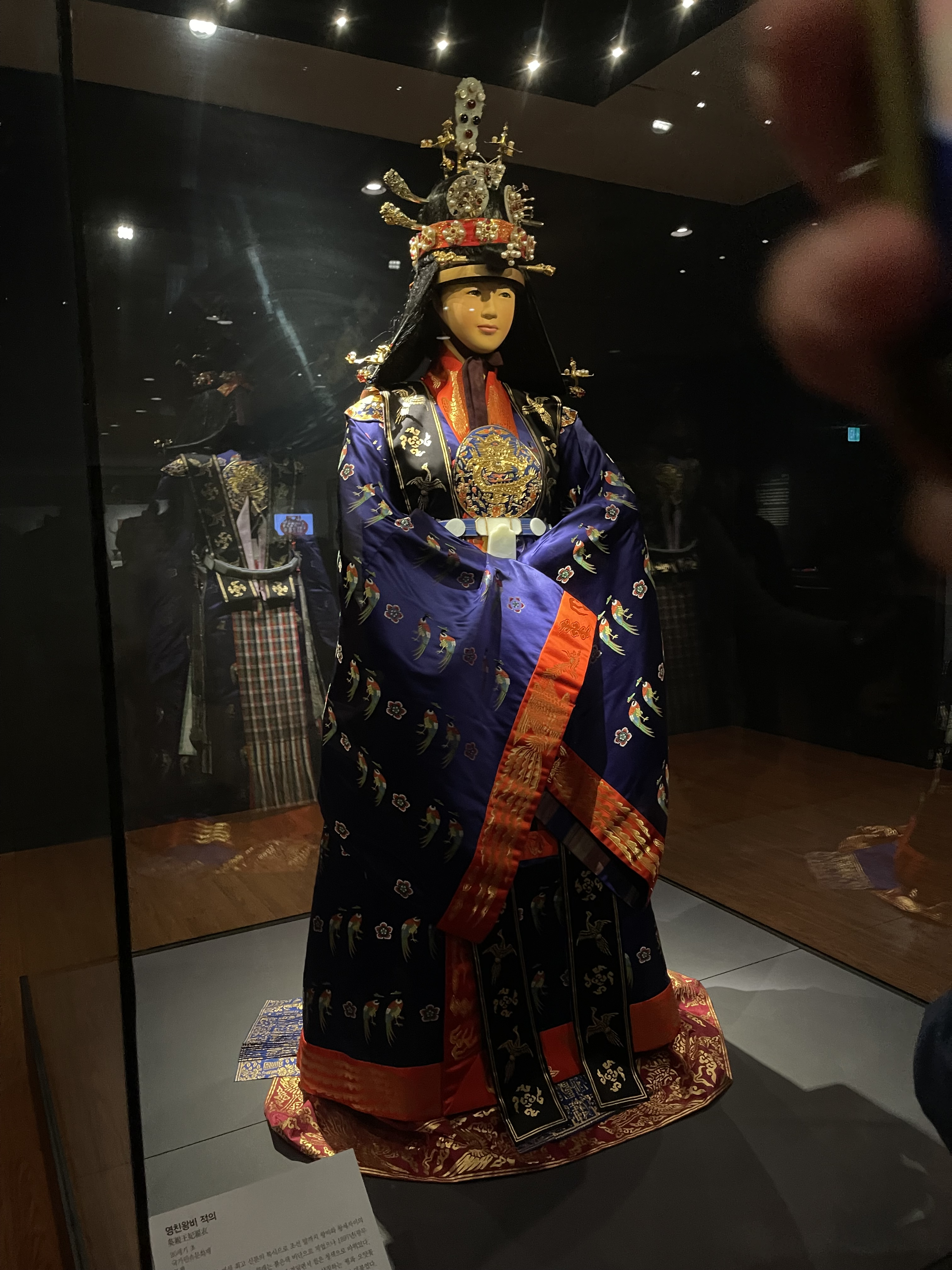
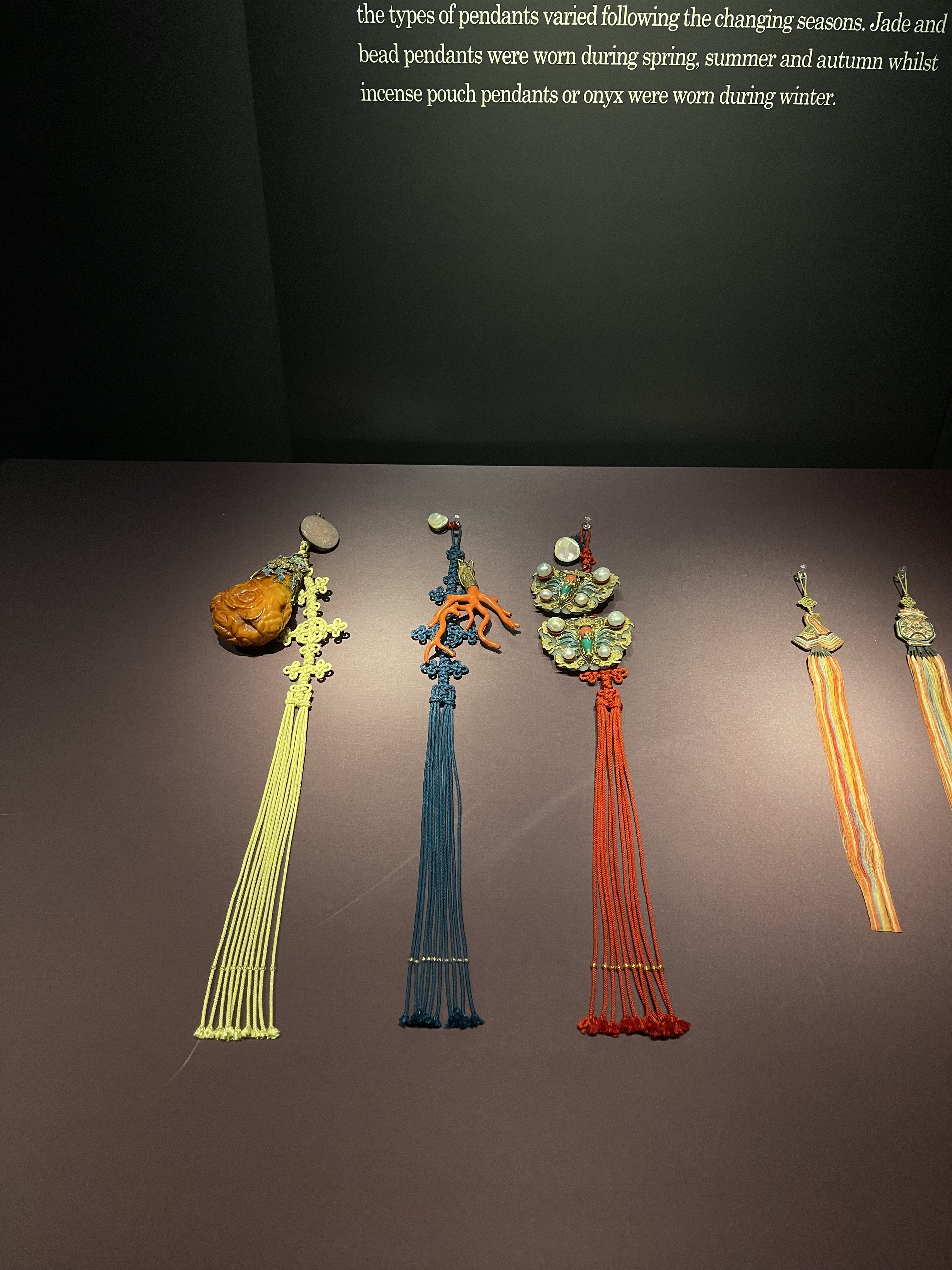